# Le Petit Paradis antiformaliste

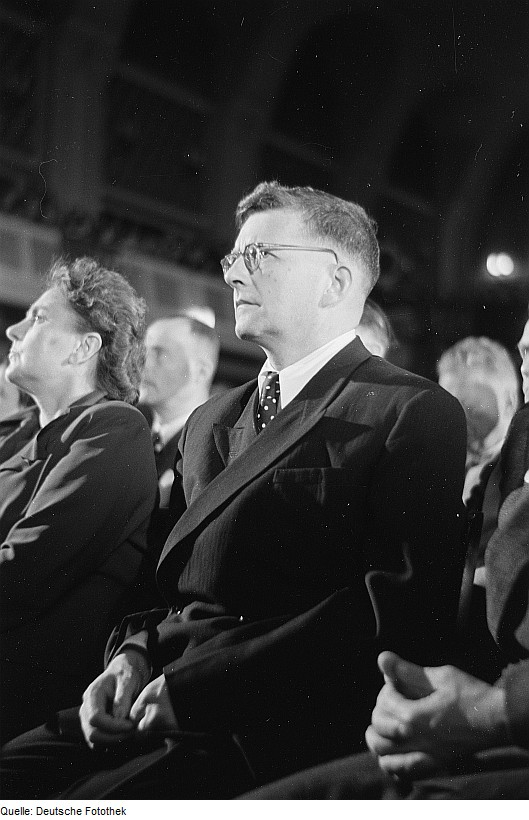
Portrait de Dmitri Chostakovitch en 1950.

Le Petit Paradis antiformaliste est une cantate satirique sur le décret Jdanov composée par Dmitri Chostakovitch. Écrite pour quatre voix, chœur et piano, l'œuvre est aussi connue sous le nom de Raïok ; elle dure une vingtaine de minutes.

## Histoire

### Définition
Le raïok est ce qu'on appelle en Occident un peep-show. En Russie, cette boîte avait été surnommée " petit paradis" car une des histoires que l'on y montrait le plus fréquemment était celle du péché d'Adam et Eve ("la geste du paradis"). Jeune, Chostakovitch était attiré par ces spectacles de foire ; en témoigne une lettre écrite en 1925 : 

« Je me suis mis récemment à étudier l'histoire des "paradiseux", alors ça m'arrive de parler comme eux. »

### Composition
En 1870, Moussorgski écrit son Petit Paradis. C'est un pamphlet dans lequel il se moque cruellement de ses ennemis : critiques, musicologues compositeurs. Celui de Chostakovitch lui ressemble beaucoup : citations parodiques, texte cinglant... À cela que les cibles visées par Chostakovitch ne sont pas les mêmes : Staline et Jdanov.
Chostakovitch composa son Petit Paradis dans le plus grand secret, ce qui paraît tout à fait normal vu les personnes qu'il visait... Les circonstances de sa composition sont très floues : Chostakovitch l'aurait commencé en 1948, peu après le décret Jdanov. Chostakovitch l'aurait complété dans les années 1960. Il est mentionné pour la première fois dans la préface des Mémoires de Chostakovitch.

### Création et réception
L'œuvre ne fut pas créée du vivant du compositeur, mais seulement jouée en privé. Il faudra attendre le 12 janvier 1989 pour qu'elle soit créée publiquement, sous la baguette de Mstislav Rostropovitch.
Selon Solomon Volkov, qui assista aux premières représentations du Petit Paradis en Occident, le Raïok est toujours bien accueilli : même si les spectateurs ne comprenaient pas le texte (chanté en russe), ils riaient aux larmes à la fin de chaque représentation, si bien qu'il fallait bisser le finale à chaque fois.

## Analyse de l'œuvre

### Personnages
- Edinitsyne (Lunique) : Joseph Staline
- Dvoïnik (Doublet) : Andreï Jdanov
- Troïkine (Triplet) : Dmitri Chepilov
- Opostolov : Pavel Apostolov

Le "camarade Lunique" chante son texte sur la musique de Souliko (l'allusion est ici évidente car il s'agit de la chanson préférée du "Guide"). Quant à "Doublet", il exige que la musique soit « jolie et élégante » et compare la musique des formalistes « à une fraise de dentiste ou à des hurlements d'abattoir ».
Certains apparatchiks ennemis personnels de Chostakovitch en prennent également pour leur grade. Ainsi, le responsable de la section moscovite de l'Union des Compositeurs, Pavel Apostolov, rebaptisé Opostolov - jeu de mots avec postylyï qui signifie détestable en russe - tombe dans une fosse à purin. Ce même Apostolov mourut en 1969 après une répétition de la Quatorzième Symphonie…

### Sujet
Parodie du lynchage culturel organisé par Staline avec le décret Jdanov (1948).